# J. Bob Kelly
John Robert „J. Bob“ Kelly (* 6. Juni 1946 in Fort William, Ontario) ist ein ehemaliger kanadischer Eishockeyspieler und -trainer, der im Verlauf seiner aktiven Karriere zwischen 1966 und 1980 unter anderem 448 Spiele für die St. Louis Blues, Pittsburgh Penguins und Chicago Black Hawks in der National Hockey League auf der Position des Flügelstürmers bestritten hat.

## Karriere
Kelly verbrachte seine Juniorenzeit bis 1967 bei den Port Arthur Marrs in der Thunder Bay Junior Hockey League. Mit der Mannschaft nahm der Flügelstürmer am Memorial Cup 1967 teil. Nachdem er schließlich im NHL Amateur Draft 1967 in der zweiten Runde an 16. Stelle von den Toronto Maple Leafs aus der National Hockey League ausgewählt worden war, wechselte er zur folgenden Spielzeit in den Profibereich.
Bei den Profis fasste Kelly nur schwer Fuß. In seinen ersten sechs Jahren spielte er ausschließlich in den Minor Leagues International Hockey League, American Hockey League und Central Hockey League, während er dabei den Franchises der Toronto Maple Leafs und New York Rangers angehörte, für die er beide aber nicht in der NHL zu Einsätzen kam. Erst mit dem Wechsel von den Rangers zu den St. Louis Blues kurz vor dem Beginn der Saison 1973/74 im Tausch für Norm Dennis und Don Borgeson fand der Angreifer eine feste Anstellung in der National Hockey League. Er absolvierte 37 Spiele für die Blues, ehe er im Januar 1974 gemeinsam mit Steve Durbano und Ab DeMarco junior zu den Pittsburgh Penguins transferiert wurde, die im Gegenzug Bryan Watson, Greg Polis und ein Zweitrunden-Wahlrecht im NHL Amateur Draft 1974 erhielten. In Pittsburgh fand der Kanadier für die folgenden dreieinhalb Spielzeiten eine sportliche Heimat und spielte bis zum Ende der Saison 1976/77 für das Team.
Anschließend wechselte er im Sommer 1977 als Free Agent zu den Chicago Black Hawks und spielte dort weitere zwei Jahre in der NHL. Nach der Saison 1978/79 ließ Kelly seine Karriere in den Minor Leagues ausklingen und beendete 1980 im Alter von 34 Jahren seine aktive Karriere. Im Anschluss arbeitete Kelly auch kurzzeitig als Trainer. Im Spieljahr 1993/94 betreute er die Huntington Blizzard in ihrer ersten Saison in der East Coast Hockey League. Mit lediglich 14 Siegen aus 68 Partien waren die Blizzard eines von nur drei Teams, das die Qualifikation für die Playoffs verpasste.

## Karrierestatistik
(Legende zur Spielerstatistik: Sp oder GP = absolvierte Spiele; T oder G = erzielte Tore; V oder A = erzielte Assists; Pkt oder Pts = erzielte Scorerpunkte; SM oder PIM = erhaltene Strafminuten; +/− = Plus/Minus-Bilanz; PP = erzielte Überzahltore; SH = erzielte Unterzahltore; GW = erzielte Siegtore; 1 Play-downs/Relegation; Kursiv: Statistik nicht vollständig)